# Freha
Freha är en ort i Algeriet.   Den ligger i provinsen Tizi Ouzou, i den norra delen av landet, 110 km öster om huvudstaden Alger. Freha ligger 170 meter över havet och antalet invånare är 31 068.
Terrängen runt Freha är kuperad österut, men västerut är den platt.Runt Freha är det tätbefolkat, med 383 invånare per kvadratkilometer. Närmaste större samhälle är Timizart, 6,8 km nordväst om Freha. Trakten runt Freha består till största delen av jordbruksmark.